# Euomphalidae
De Euomphalidae zijn een familie van uitgestorven weekdieren uit de klasse van de Gastropoda (slakken).

## Geslachten
- † Discotropis Yochelson, 1956
- † Euomphalus J. de C. Sowerby, 1814
- † Goldfussoceras Blodgett & Frýda, 1999
- † Straparollus Montfort, 1810

### Synoniemen
- † Schizostoma Bronn, 1835 =>  † Euomphalus J. de C. Sowerby, 1814